# یواس‌اس هاروود (دی‌دی-۸۶۱)
|}یواس‌اس هاروود (دی‌دی-۸۶۱) (به انگلیسی: USS Harwood (DD-861)) یک کشتی بود که طول آن ۳۹۰ فوت ۶ اینچ (۱۱۹٫۰۲ متر) بود. این کشتی در سال ۱۹۴۵ ساخته شد.